# Dunajów (gmina)
Dunajów – dawna gmina wiejska w powiecie przemyślańskim województwa tarnopolskiego II Rzeczypospolitej. Siedzibą gminy był Dunajów.
Gminę utworzono 1 sierpnia 1934 r. w ramach reformy na podstawie ustawy scaleniowej z dotychczasowych gmin wiejskich: Białe, Ciemierzyńce, Dunajów, Nowosiółka, Pleników, Poluchów Mały i Wiśniowczyk.
Po wybuchu II wojny światowej okupowana przez ZSRR. W 1941 roku przejęta przez władze hitlerowskie, którzy włączyli ją do powiatu złoczowskiego w dystrykcie Galicja w Generalnym Gubernatorstwie. Tam gmina Dunajów uległa zmianom granic, kiedy przyłączono do niej Pniatyn, należący przed wojną do gminy Przemyślany w powiecie przemyślańskim.
Po II wojnie światowej obszar gminy znalazł się w ZSRR.